# Brigitte Döbert

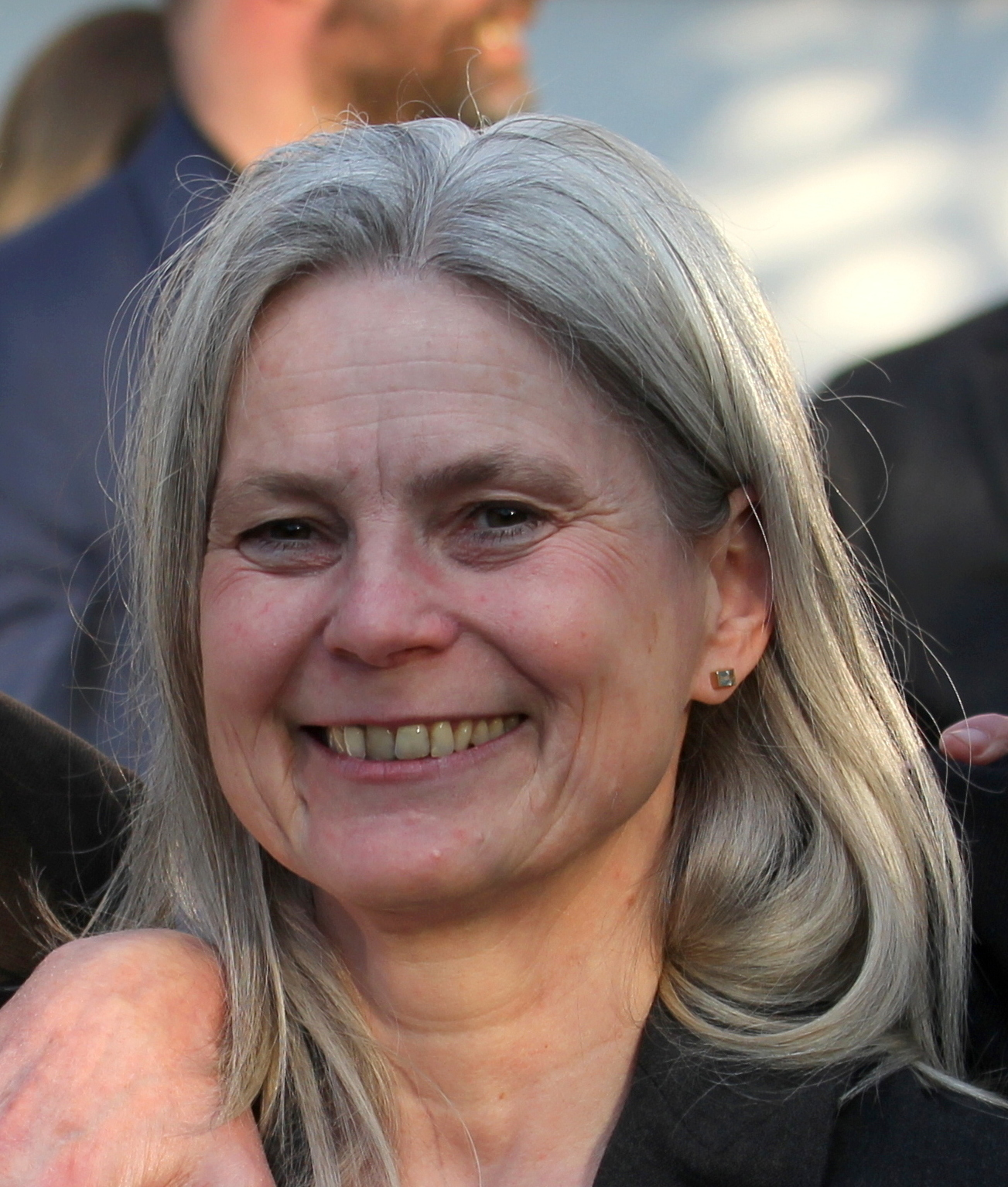
Brigitte Döbert (2016)

Brigitte Döbert (geboren 1959 in Offenbach), mit vollem Namen Brigitte Bertha Döbert, ist eine deutsche Künstlerin, Autorin und Übersetzerin von Sachbüchern, literarischen Werken und Comics aus dem Bosnischen, Englischen, Kroatischen und Serbischen.

## Leben
Brigitte Döbert legte 1978 das Abitur ab und studierte anschließend in Mainz Philosophie, Afrikanistik und Germanistik sowie Buchwesen. 1986 schloss sie das Studium mit einer Arbeit über die Ästhetik von Georg Lukács ab. Im Folgejahr erhielt sie Austauschstipendien der Universitäten Mainz und Zagreb. Von 1988 bis 1989 war sie mit einem DAAD-Stipendium für ein Studienjahr in Belgrad. 1990 und 1991 arbeitete sie mit Unterstützung durch die Landesgraduiertenförderung an ihrer Dissertation über die Rolle der Ästhetik in Fichtes Wissenschaftslehre. Sie promovierte 1992 mit der Schrift Spur des Unbedingten. Fichtes Konzeption der Sinnlichkeit in der Spannung zwischen Ästhetik und aisthesis. 1992 bis 1995 war sie als Angestellte für die Verlage Vieweg und Kiefel tätig, seither ist sie freiberuflich tätig. Als Künstlerin ist sie vor allem in den Bereichen Künstlerbuch und Installation tätig und sie erschafft künstlerische Objekte. Sie stellte bisher vorwiegend in Galerien in Köln und Berlin aus. Ihre Übersetzung des bis dato als unübersetzbar geltenden Romans Die Tutoren von Bora Ćosić wurde mehrfach ausgezeichnet, unter anderem mit dem Preis der Leipziger Buchmesse, Kategorie: Übersetzung. Zudem ist sie Mitglied im PEN-Zentrum Deutschland und im Verband deutschsprachiger Übersetzer literarischer und wissenschaftlicher Werke, VdÜ. Für letzteren koordiniert sie, zusammen mit Claudia Hamm und Sonja Finck, die bundesweiten VdÜ-Veranstaltungen zum Internationalen Übersetzertag.
Brigitte Döbert lebt und arbeitet in Berlin.

„Besondere Erwähnung verdient (bei Michail Bachtin) die große Bedeutung der Übersetzung. ‚Das literarisch-sprachliche Bewusstsein fand sich nicht im geordneten System einer einzigen über jeden Zweifel erhabenen Sprache, sondern an der Grenze vieler Sprachen; dort wo sie sich aneinander orientierten.‘ Da, wo Großes in der Literatur entsteht, werden sprachliche Grenzen überwunden. Bei der Übertragung des serbischen Originals hat Brigitte Döbert der deutschen Sprache ungeahnte Möglichkeiten entlockt... Brigitte Döbert gehört zu jenen herausragenden Übersetzerinnen und Übersetzern, die einerseits die Regeln der Übersetzungskunst vollständig beherrschen, aber auch beherzt eine Neuschöpfung wagen.“

## Auszeichnungen (Auswahl)
- 2018 Georg-Dehio-Buchpreis (als Übersetzerin), zusammen mit Miljenko Jergović
- 2016 Straelener Übersetzerpreis der Kunststiftung NRW für die Übersetzung des Epos Die Tutoren von Bora Ćosić
- 2016 Preis der Leipziger Buchmesse, Kategorie Übersetzung, für Die Tutoren von Bora Ćosić
- 2015 Residenzstipendium von KURS in Split, Kroatien, für Miljenko Jergović Rod (OT); mit Blanka Stipetić und Daša Drndić auf der Shortlist des Internationalen Literaturpreises
- 2013/2014 Jahresstipendium des Deutschen Literaturfonds für Bora Ćosić: Die Tutoren
- 2013 Aufenthaltsstipendium BCWT, Visby, vom Deutschen Übersetzerfonds
- 2012 Perewest-Stipendium; Arbeitsstipendium des Deutschen Übersetzerfonds; mit Bora Ćosić auf der Shortlist zum Brücke Berlin Preis
- 2010 mit Miljenko Jergović auf der Shortlist zum Brücke Berlin Preis
- 2006 Perewest-Stipendium
- 1999 Arbeitsstipendium, Deutscher Übersetzerfonds
- 1997 Aufenthaltsstipendium des Landes NRW für Europäisches Übersetzer-Kollegium Straelen

## Veröffentlichungen

### Übersetzungen aus dem Bosnischen, Kroatischen und Serbischen (Auswahl)
- Rujana Jeger: Darkroom. Roman. Verlag C.H.Beck, München 2004, ISBN 978-3-406-51706-8
- Miljenko Jergović: Buick Rivera. Roman. Schöffling & Co., Frankfurt a. M. 2006, ISBN 978-3-89561-390-6
- Dževad Karahasan: Berichte aus der dunklen Welt. Prosa. Insel Verlag, Frankfurt a. M. 2007
- Miljenko Jergović: Das Walnusshaus. Roman. Schöffling & Co., Frankfurt a. M. 2008, ISBN 978-3-7632-5980-9
- Miljenko Jergović: Sarajevo Marlboro. Erzählungen. Schöffling & Co., Frankfurt a. M. 2009, ISBN 978-3-89561-392-0
- Miljenko Jergović: Freelander. Roman. Schöffling & Co., Frankfurt a. M. 2010, ISBN 978-3-89561-393-7
- Miljenko Jergović: Wolga, Wolga. Roman. Schöffling & Co., Frankfurt a. M. 2011, ISBN 978-3-89561-394-4
- Vladimir Pištalo: Millennium in Belgrad. Roman. Dittrich, Berlin 2011, ISBN 978-3-937717-61-6
- Bora Ćosić: Eine kurze Kindheit in Agram. 1932–1937 Schöffling & Co., Frankfurt a. M. 2011, ISBN 978-3-89561-585-6
- Dragan Velikić: Bonavia. Roman. Hanser Berlin, 2013, ISBN 978-3-446-24502-0
- Simić Bodrožić: Von all den unglaublichen Dingen. Roman. Voland & Quist, Dresden 2013, ISBN 978-3-86391-033-4
- Bora Ćosić: Lange Schatten in Berlin. Schöffling & Co., Frankfurt a. M. 2014, ISBN 978-3-89561-586-3
- Bora Ćosić: Die Tutoren. Roman. Schöffling & Co., Frankfurt a. M. 2015, ISBN 978-3-89561-587-0
- Daša Drndić: Sonnenschein. Roman. übers. zus. mit B. Stipetić, Hoffmann und Campe, Hamburg 2015, ISBN 978-3-455-40516-3
- Miljenko Jergović: Vater. Essay. Schöffling & Co., Frankfurt a. M. 2015, ISBN 978-3-89561-395-1
- Miljenko Jergović: Die unerhörte Geschichte meiner Familie. Roman. Schöffling & Co., Frankfurt a. M. 2017, ISBN 978-3-89561-396-8

### Übersetzungen aus dem Englischen (Auswahl)
- Charles Taylor: Der Ton macht die Physik. Die Wissenschaften von Klängen und Instrumenten. Vieweg Verlag, Wiesbaden 1994, ISBN 978-3-528-06574-4
- William H. Brock: Viewegs Geschichte der Chemie, mit Dr. Heike Völker. Vieweg Verlag, Wiesbaden 1997
- Joseph L. Badaracco: Lautlos Führen. Springer Gabler, Wiesbaden 2002
- Benjamin M. Cole: Die Rattenfänger der Wall Street. Wie Analysten die Börsenwelt manipulieren. Campus-Verlag Frankfurt am Main 2002
- Ian Graeme Barbour: Wissenschaft und Glaube, mit Susanne Starke-Perschke und Sabine Floer. Vandenhoeck & Ruprecht, Göttingen 2003
- Kirk Cheyfitz: Schluss mit dem Irrsinn! Die 12 ultimativen Gesetze für erfolgreiche Unternehmen. Linde Verlag, Wien 2003, ISBN 978-3-7093-0013-8
- Laura Rothenberg: Aufatmen. Der lebenslange Kampf gegen Mukoviszidose. Bergisch Gladbach: Bastei Lübbe 2005, ISBN 978-3-404-61569-8
- Carol Bellamy, Deutsches Komitee für UNICEF (Hrsg.): Zur Situation der Kinder in der Welt 2005. Bedrohte Kindheit. Fischer Taschenbuch, Frankfurt am Main 2005
- Alex Pattakos: Gefangene unserer Gedanken. Viktor Fankls 7 Prinzipien, die Leben und Arbeit Sinn geben. Linde Verlag, Wien 2005, ISBN 978-3-7093-0079-4
- Marcus Buckingham: The One Thing – worauf es ankommt. Linde Verlag, Wien 2006
- Julia Hollander: Wenn Du spürst, es geht nicht mehr. Bastei Lübbe, Bergisch Gladbach 2008, ISBN 978-3-404-61645-9
- Erich Joachimsthaler: Marketing auf Innovationskurs. Verlag moderne Industrie, München 2008
- Stephen Kinzer: Im Dienste des Schah: CIA, MI6 und die Wurzeln des Terrors im Nahen Osten. Wiley-VCH Verlag, Weinheim 2008, ISBN 978-3-527-50415-2
- Philip Kotler, John A. Caslione: Chaotics. Management und Marketing für turbulente Zeiten. Verlag moderne Industrie, München 2009
- Ram Charan: Jetzt richtig handeln! Der Krise trotzen – Strategien für alle Unternehmensbereiche. Linde Verlag, Wien 2009
- Annabelle Gurwitch, Jeff Kahn: Du bist unmöglich, ich liebe Dich!: Abenteuer Ehe – eine wahre Liebesgeschichte. Goldmann Verlag, München 2010, ISBN 978-3-442-15596-5
- Matthew Inman (The Oatmeal): Woran du erkennst, dass deine Katze deinen Tod plant. Comic. Wiley-VCH Verlag, Weinheim 2013, ISBN 978-3-527-50741-2
- Mark D. White, Robert Arp, William Irwin (Hrsg.): Die Philosophie bei Batman. Eine Reise in die Seele des Dark Knight. Wiley-VCH Verlag, Weinheim 2013, ISBN 978-3-527-50681-1
- Patrick Lencioni: Der Vorteil: Warum nur vitale und robuste Unternehmen in Führung gehen. Wiley-VCH Verlag, Weinheim 2014, ISBN 978-3-527-50763-4
- Mark Thompson: Geburtsurkunde. Die Geschichte von Danilo Kiš (mit Blanka Stipetić). Carl Hanser Verlag, München 2015
- James Wyllie, Johnny Acton und David Goldblatt: Per Zeitmaschine durch die Geschichte : vom Ausbruch des Vesuv bis zum Fall der Berliner Mauer. Hoffmann und Campe, Hamburg 2016, ISBN 978-3-455-37035-5

### Eigene Texte (Auswahl)
- Die Tutoren. Ein Tutorium, gewissermaßen, zur Übersetzung von Bora Ćosićs Chef d‘Œuvre, In: Sabine Baumann (Hrsg.): Der große Roman Europas. Bora Ćosić: Die Tutoren. Material, Texte, Photos. Schöffling & Co., Frankfurt 2015 ISBN 978-3-89561-584-9, S. 22–32
- Über Asymmetrie. Ein ganz einseitiger Versuch zur Beziehung zwischen Autor und Übersetzer, In: Helga Pfetsch (Hrsg.): Souveräne Brückenbauer. 60 Jahre VdÜ. Böhlau, Köln 2014, ISBN 978-3-412-22284-0, S. 299–301
- als Herausgeberin: 07/10 – ganz weit dran. Begleitbuch zur Ausstellung und Gedenkveranstaltung zu Srebrenica im artclub, Köln, 10. Juli 2010
- Trotz und Vorurteil. Serbien nach Karadžićs Verhaftung, In: St. Gallen Tagblatt, 28. Juli 2008, S. 17
- Sarajevo retro, oder: Der Orient im Okzident, In: Wespennest 148/2007, S. 13ff.; übersetzt von Karádi Éva Forditása, Lettre Magyar 68/2008, S. 77f.
- Identität. Texte und Zeichnungen. Künstlerbuch, Multiple. Köln 2007. Ausgestellt im artclub, Köln 2008
- Herbst. Künstlerbuch, Unikat. Kronenburg/Köln 2007 Ausgestellt im artclub, Köln 2008
- als Brigitte Kleidt: Die Reise der Wörter. Bericht über die »Recontres littéraires de Sarajevo«, organisiert vom Centre André Malraux, In: Übersetzen, Zeitschrift des VdÜ, 2, 2001, S. 1ff online
- Widrig der Grenzgott (Rezension), In: Kunst & Kultur 6/2000, S. 20
- als Brigitte Kleidt: Äthiopien – Christliches Afrika. Kunst, Kirchen und Kultur (mit Ewald Hein). Bildband. Melina, Ratingen 1999 (Ethiopia – Christian Africa. Art, Churches, and Culture. Übers. John M. Deasy. (Gleicher Verlag))
- als Brigitte Kleidt, mit Ewald Hein et al.: Zypern – Byzantinische Kirchen und Klöster. Mosaiken und Fresken. Bildband. Melina, Ratingen 1996 (Einleitungsteil, S. 6–53; Anhang, S. 171–198). (= Cyprus – Byzantine Churches and Monasteries. Mosaics and Frescoes. Übers. John M. Deasy. Gleicher Verlag, 1998)
- Spur des Unbedingten. Fichtes Konzeption der Sinnlichkeit in der Spannung zwischen Ästhetik und aisthesis (Dissertationsdruck) Mainz 1992
- Die Grenzen der Ratio. Tagung über Nikolaus von Kues an der Mainzer Uni, In: Mainzer Allgemeine Zeitung 3. Juni 1991
- Betrachtungen über Sinn und Ästhetik im Zeichen der Apokalypse. Text (Belgrad, Mai 1988) und Bilder (Köln, August–Dezember 2007). Künstlerbuch, Unikat. Ausgestellt im artclub, Köln 2008
- Staatsgrenzen oft auch Grenzen des Geistes. Ein Treffen von jugoslawischen und westdeutschen Autoren, In: Frankfurter Rundschau, 5. November 1987
- Georg Lukács’s Ästhetik: systematische Entfaltung und historische Entwicklung. Hausarbeit zur Erlangung des Akademischen Grades eines Magister Artium. Universität Mainz 1986